# Постулат Льюиса — Могриджа
Постулат Льюиса — Могриджа был сформулирован в 1990 году. Он основан на наблюдении, что чем больше дорог строится, тем больше образуется транспорта, чтобы заполнить их. Скоростные преимущества новой дороги сходят на нет в течение нескольких месяцев, если не недель. Иногда новые дороги действительно снижают остроту проблемы заторов на некоторых участках, но в большинстве случаев эти заторы просто перемещаются на другие транспортные узлы. Постулат толкует процесс увеличения трафика до тех пор, пока он не займет всё свободное место на дороге (Мартин Могридж, 1990). Данный перифраз Могриджа является прямой отсылкой к «Закону неминуемой перегрузки», вынужденно введенному в транспортной литературе Энтони Доунсом.
Из постулата Льюиса — Могриджа не является верным вывод о том, что строительство дорог неоправданно вообще, но разработчики и строители должны воспринимать всю транспортную систему единым целым. Это означает, что понимание принципов перемещения объектов на дороге должно быть на таком уровне, чтобы побуждение к перемещению стояло прежде самого факта перемещения.
Постулат Льюиса — Могриджа часто использовался для объяснения проблем, вызванных личным автотранспортом, в частности, чтобы объяснить переполнение дорог в городской черте и автомагистралей. Постулат также может быть использован в качестве объяснения успеха системы оплаты за въезд в центральную часть Лондона.
Тем не менее, постулат не ограничивается только личным транспортом. Могридж, будучи британским транспортным аналитиком, также пришёл к выводу о том, что все инвестиционные расходы на расширение дорожной сети в черте города неминуемо приводят в будущем к её пресыщению и снижению средневзвешенной скорости передвижения по всей системе, включая дороги и общественный транспорт. Эти связи скоростей и состояние общего равновесия также известны под названием «парадокса Доунса — Томсона». Однако в интерпретации самого Энтони Доунса эти связи средневзвешенных скоростей личного и общественного транспорта «применимы только там, где, в условиях часа пик, пассажирское сообщение имеет обособленную полосу для движения (обычно, правую). Взять для примера центр Лондона, с 2001 года около 85 % всех участников утреннего часа пик в центре города используют общественный транспорт (который 77 % пути проводит на обособленной полосе) и только 11 % используют личные машины. Как только свобода проезда наземного общественного транспорта сравнялась с беспрепятственностью проезда в метро, так сразу время перемещения на обоих видах общественного транспорта примерно уравнялось.»